# Problemas de comunicación
"Problemas de comunicación" (en inglés: "Failure to communicate") es el décimo episodio de la segunda temporada de la serie estadounidense House. Fue estrenado el 10 de enero de 2006 en Estados Unidos y el 30 de abril de 2006 en España.
Tras sufrir un desmayo en una fiesta de oficina, un conocido periodista se golpea seriamente la cabeza. Al volver en sí comienza a hablar utilizando palabras que no tienen sentido (afasia) y es trasladado al Hospital Princeton. Con el Dr. House y Stacy atascados en un aeropuerto por el mal tiempo, el teléfono móvil será su única vía de comunicación con el equipo de diagnóstico.

## Sinopsis

### Caso principal
Fletcher Stone (Michael O'Keefe) es un conocido y temido periodista político que sufre un desmayo en una fiesta de oficina, golpeándose seriamente la cabeza contra un escritorio. Al volver en sí comienza a hablar utilizando palabras que no tienen sentido (afasia) y es trasladado al Hospital Escuela Princenton-Plainsboro.
Como House no está en la ciudad, la Dra. Cuddy quiere derivar al paciente a otro hospital, pero Foreman la convence de que puede confiar en él. El equipo de diagnóstico deberá arreglarse sin House. Cuddy sin embargo llama a House a su teléfono móvil para que mantenga un cierto control de la situación; se sabe que House prefiere no tener contacto personal con los pacientes, porque piensa que lo hacen perder objetividad.
Desde un primer momento tanto Chase como Cameron no están dispuestos a recibir órdenes de Foreman y exigen un tratamiento de pares. El equipo se encuentra primero con la necesidad de saber si el paciente tropezó y golpeó con la cabeza, o se cayó porque primero tuvo un desmayo. Cameron sugiere hacer un electrocardiograma (ECG) para ver si el golpe en la cabeza causó lesiones. Foreman piensa que si hubo un accidente cerebrovascular (ACV) podría ser un problema de coagulación. Y Chase piensa que con desmayo o sin él, es muy probable que se trate de un asunto de drogas, por lo que se dirige a hacer un test toxicológico.
Mientras le realizan los estudios el paciente sufre un edema pulmonar que obliga a entubarlo. El grupo muestra cierta torpeza por falta de coordinación. El nuevo síntoma descarta que se trate de una convulsión o un ACV, pero la prueba toxicológica muestra que Fletch ha consumido anfetaminas, que podría explicar también el edema si fuma. Pero el paciente ahora tiene también fiebre, descartando así las drogas. Foreman, que es neurólogo, apunta a la posibilidad de que sea encefalitis o meningitis, recomendando antibióticos. Pero Cameron, que es inmunóloga, señala que podría ser también lupus o Síndrome de Behcet, ambas enfermedades autoinmunes, para lo que recomienda esteroides. Chase señala que los esteroides podrían debilitar el sistema inmunitario.
House comienza a participar de la tarea de diagnóstico a través del teléfono, utilizando el altavoz para comunicarse directamente con los tres médicos de su equipo. House se inclina por la hipótesis de Foreman y ordena antibióticos, pero también manda a obtener datos hereditarios para prevenir la eventualidad que sea una enfermedad autoinmune como señaló Cameron. Los reprende por no conocer ien sus antecedentes y no haber obtenido turno para una imagen por resonancia magnética ("les enseñé a mentir, engañar y robar, y en cuánto me doy vuelta ¿se ponen a hacer la cola?").
El equipo interroga a la esposa de Fletch, Elizabeth, y a su representante, Greta. Ambas mujeres presentan versiones muy diferentes del paciente, más medido y controlado, la primera, y más alocado y proclive a los excesos, la segunda. Sin embargo su representante coincide que al conocer a su esposa, Fletch se volvió mucho más tranquilo, aunque la falta de emociones lo llevó a consumir anfetaminas diariamente.
Las averiguaciones no producen ningún dato relevante, ni la IRM que solo muestra una pequeña mancha en el cerebro, sin demasiada significación. Tampoco pueden comunicarse con House porque su teléfono devuelve el mensaje "la persona que está tratando de llamar se encuentra fuera del área de cobertura o ha apagado su teléfono". Ante la falta de información, el equipo decide seguir la rutina de House y deciden entrar a la oficina y a la casa de Fletcher. En la oficina encuentran Topamax, un anticonvulsivo, pero el paciente había dicho que nunca había tenido convulsiones.
El paciente logra transmitirle con dificultad a Cameron que siente un gusto metálico. El síntoma indica falla renal, debido a lo cual le realizan diálisis. Es el tercer sistema que falla y Cuddy comienza a deseperarse por haber dejado el caso con Foreman.
Cómo el celular de House está muerto, a Wilson se le ocurre llamarla a Stacy, que efectivamente estaba con House demorados en el aeropuerto. De este modo puede volver a comunicarse con su equipo por el altavoz. House les ordena realizar una punción lumbar (PL) pero también les dice que el paciente no les está dando la información necesaria. Foreman explica que es porque no puede comunicarse, pero House dice que es porque lo están tratando bien. Los manda a asustarlo, a decirle que va a morir. Fletch no dice nada frente a su esposa, pero cuando está a solas con Cameron haciéndose la PL, la toma de la mano y le dice con desesperación: "No pude tacklear al oso, no pude tacklear al oso, ellos tomaron mi mancha". "Presencia comprensiva tras un momento traumático: técnica clásica de interrogación". House contaba con que la presencia de Cameron desencadenara la confesión del paciente. Explica que los afásicos utilizan palabras que se encuentran almacenadas cerca de la que buscan, ordenadas por sonido o significado.

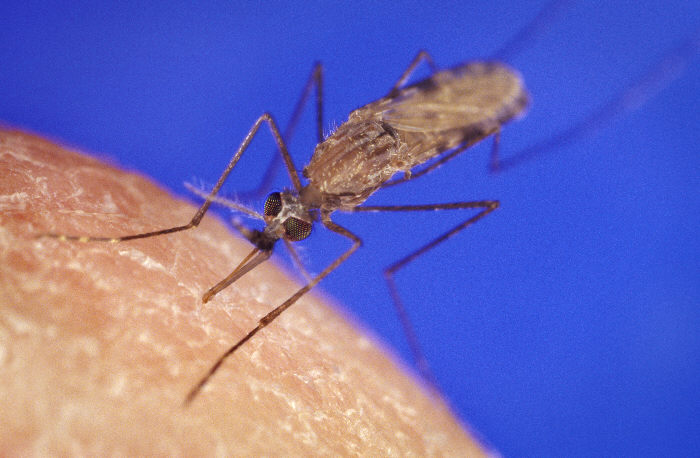
Mosquito anopheles. El paciente viajó secretamente a Sudamérica a realizarse una operación. Allí fue picado por un mosquito anopheles, que le trasmitió la malaria o paludismo.

House se instala en el aeropuerto utilizando el lápiz labial de Stacy y las paredes como pizarra, mientras que su equipo tratan de verificar con Fletch el significado de su frase, junto a su esposa. Luego de varias horas sin resultados, Cameron nota que Fletch sólo se comunica cuando su esposa no está.
Una vez que la esposa es sacada de la habitación empiezan a jugar con las palabras para descubrir lo que Fletch quiso decir. Confirma que usó las palabras "cerebro" y "polar". El paciente tiene trastorno afectivo bipolar (TAB); el Topamax que encontraron en su casa es un medicamento típico para esa afección. Pero allí no para todo. La bipolaridad era lo que lo impulsaba a tener una vida riesgosa y agitada, tanto profesional como privadamente. Hasta que se enamoró de la mujer con quien se casó, sabiendo que su bipolaridad conspiraría contra la estabilidad del matrimonio. Entonces decidió cambiar, sometiéndose a una cirugía cerebral experimental, la cingulotomía bilateral (la mancha que salió en la IRM), quizás en Buenos Aires o Caracas. En ese viaje secreto debió contagiarse algo y les ordena volver a analizar la sangre, pero esta vez no por la computadora -House, que debido a la condición de militar de su padre ha vivido en áreas tropicales, ya sabe lo que es. Efectivamente, revisan la sangre en el microscopio óptico y aparecen los parásitos de la malaria o paludismo (Plasmodium), transmitidos por el mosquito anopheles, que le causaron a Fletch una malaria cerebral, una de las manifestaciones más graves de la malaria. El microscpio óptico es la forma típica de diagnosticar malaria y no aparece en el análisis de sangre realizado por computadora. Es tratado con quinina intravenosa.

#### Bases científicas
Las bases científicas del guion han sido especialmente debatidas por los profesionales que siguen la serie, sobre todo alrededor de la decodificación de la afasia y de las características de la malaria, que se trata de una enfermedad desconocida en Estados Unidos.
Con respecto a la afasia, hay consenso en que la decodificación de las frases afásicas de Fletcher, a partir de palabras relacionadas, carece de bases científicas y es solamente un recurso dramático. También se ha señalado que en el episodio no queda claro si la afasia fue causada por el trauma sufrido al caer -causa común de las afasias-, o si fue causada por la malaria cerebral.
Con respecto a la malaria (también conocida como paludismo), el guion menciona que el paciente sufre de malaria cerebral, y que se trata de una de las manifestaciones más graves de la malaria. La malaria se caracteriza por etapas recurrentes de fiebre oscilante, pudiendo permanecer latente durante años. House menciona como lugares probables de infección, a Buenos Aires (Argentina) y Caracas (Venezuela), a los que Fletcher pudo haber ido para realizarse la operación. Sin embargo ambas ciudades están libres de malaria. Un destino más probable, en el que también existe medicina de alta complejidad y al mismo tiempo malaria, es São Paulo, en Brasil.

### Relaciones entre los personajes
Dos capítulos atrás el Comité Médico ordenó que House fuera supervisado por otro doctor durante un mes, debido a lo cual Cuddy designa a Foreman para desempeñar esa función. House y Foreman lucharán por el mando real. En este capítulo House se encuentra fuera de la ciudad y Foreman debe hacerse cargo del departamento sin contar con su respaldo científico. 
House y Stacy se encuentran en el aeropuerto de Baltimore con los vuelos demorados. House comienza a insistir en saber por qué ella no está utilizando una cruz de oro que venía llevando al cuello. Ella rechaza sus preguntas al respecto muy molesta, hasta que confiesa que tuvo una pelea con su esposo y que por eso se olvidó de colocarse la cadena. Los vuelos se suspenden y deben pasar la noche en una de las habitaciones del hotel del aeropuerto. Stacy define entonces su relación con House como "una adicción", como el "curry vindaloo", muy bueno y picante pero luego no lo quieres ni ver, para terminar diciendo: "¡Dios, realmente extraño el curry!". Se besan.
Chase le dice a Foreman que es como si llevara un cartel que dice: "soy tan bueno como House, pero más agradable", algo que indigna a Foreman.
Se muestra una conversación íntima de Wilson con una empleada del hospital. Wilson suele tener acercamientos emocionales con las empleadas o médicas del hospital que terminan en eventuales infidelidades.

## Diagnóstico
Afasia, trastorno afectivo bipolar (TAB) y malaria cerebral.

## Citas
- House (a Stacy): "Es una anomalía. Las anomalías me molestan".[7]